# Departamento San Fernando
Das Departamento San Fernando liegt im äußersten Südosten der Provinz Chaco im Nordwesten Argentiniens und ist eine von 25 Verwaltungseinheiten der Provinz. 
Es grenzt im Norden an die Departamentos Libertad und Primero de Mayo, im Osten an die Provinz Corrientes, im Süden an die Provinz Santa Fe und im Westen an das Departamento Tapenagá. 
Die Hauptstadt des Departamento San Fernando ist Resistencia.

## Bevölkerung
Nach Schätzungen des INDEC stieg die Einwohnerzahl des Departamento von 365.637 Einwohnern (2001) auf 408.084 Einwohner im Jahre 2005.

## Städte und Gemeinden
Das Departamento San Fernando ist in folgende Gemeinden aufgeteilt:
- Barranqueras
- Basail
- Fontana
- Puerto Vilelas
- Resistencia

Koordinaten: 27° 45′ S, 59° 0′ W